# 伊藤正
伊藤 正（いとう ただし、1940年6月2日 - 2022年5月2日）は、日本のジャーナリスト。産経新聞特別記者兼論説委員。前中国総局長。中国報道で知られる。

## 略歴
埼玉県春日部市出身。東京外国語大学中国語科卒業後、共同通信社に入社し、外信部記者として香港、北京、ワシントンの特派員を務める。共同通信社時代の北京赴任は1974年から1977年、1987年から1991年の2回にわたり、2度の天安門事件（四五天安門事件、六四天安門事件）をいずれも現地で取材した唯一の西側諸国記者とみられている。
最初の北京赴任から帰国後、四五天安門事件や四人組政変など中国情勢をめぐる分析記事を雑誌メディアを中心に数多く発表。また中国社会の実相を伝えるルポルタージュを『チャイナ・ウォッチング』（1981年）、『チャイナ・レビュー』（1981年）、『中国の失われた世代』（1982年）などの書籍にまとめた。当時の中国は対外開放に向け舵を切りつつあったものの、海外メディアに対する取材制限は未だ厳しく、特に一般大衆に対する取材は全く許可されていないという状況だっただけに、大衆の生の声を地道に取材したこれらのルポルタージュは広く注目を集めた。
その後1983年から1986年まで特派員としてワシントンに赴任、1987年より北京支局長として再び北京に赴任した。在任中の1989年に六四天安門事件に遭遇、共同通信社北京支局も入居する外国人居住区が中国人民解放軍部隊による包囲・銃撃を受ける中で、取材の陣頭指揮にあたった。
1991年に帰国し、外信部次長に就任。1996年の在ペルー日本大使公邸占拠事件で共同通信社の記者の突入取材の是非が問われた問題では、共同のスポークスマンとして多くのメディアに登場し、取材の妥当性を強く主張した。1998年からは論説委員長を務めた。
2000年に共同通信社を退社し産経新聞社に移籍。中国総局長を長期にわたって務めている。これまでに『再考・天安門事件』（2001年）、『鄧小平秘録』（2007年）など大型の企画記事を中心に執筆。鄧小平の権力掌握までの歩みと改革開放路線の内実を総括した後者の連載は産経新聞出版より2分冊にまとめて書籍化された。2009年には同書の出版により日本記者クラブ賞を受賞した。
2022年5月2日、誤嚥性肺炎により死去。81歳没。

## 著書
- 鄧小平と中国近代化 （教育社、1979年）
- チャイナ・ウォッチング - 不透明な国、中国を読む （CBS・ソニー出版、1981年） ISBN 9784789798969
- チャイナ・レビュー - これからの中国をどう読むか （PHP研究所、1981年） ISBN 9784569207056
- 中国の失われた世代 - チャイナ・レビュー2　（PHP研究所、1982年） ISBN 9784569207261
- 鄧小平秘録（上・下）（産経新聞出版、2008年/文春文庫、2012年） ISBN 9784167838157&ISBN 9784167838164

## 主な関連書籍
- コンポンスプーに楽土を見た - 共同通信社石山委員会編 （三草社、1982年） 編集責任者
- 近代化への道程―中国・激動の40年 - 共同通信社・陝西日報社・講談社編 （講談社、1989年） ISBN 9784062043960 編集責任者
- 新中国人 - ニコラス・D・クリストフ、シェリル・ウーダン （新潮社、1996年） ISBN 9784105327019 監訳
- 上海の風 - ティンシン・イエ （共同通信社、2000年） ISBN 9784764104587 翻訳
- 異境 - 私が生き抜いた中国 - 韓瑞穂 （新潮社、2000年） ISBN 9784104356010 監修
- 毛沢東 大躍進秘録（文藝春秋、2012年）　ISBN 9784163748603 翻訳（田口佐紀子・多田麻美と共訳）、解説